# Alicia Ostriker
Alicia Suskin Ostriker (Nueva York, 11 de noviembre de 1937) es una poetisa estadounidense. Autora de poesía feminista, fue reconocida como "la poeta más ferozmente sincera de América" por Progressive. Ella es la Poeta Laureada del estado de Nueva York.

## Vida personal y educación
Ostriker nació en Brooklyn, Nueva York, hija de David Suskin y Beatrice Linnick Suskin. Su padre trabajó para el Departamento de Parques de Nueva York. Su madre le leía a Shakespeare y Browning, y Alicia empezó a escribir poemas, además de dibujar, desde temprana edad. Inicialmente quiso ser artista y estudió arte en su adolescencia. Sus libros Songs (1969) y A Dream of Springtime (1979), fueron ilustrados con sus propios trabajos. Ostriker concluyó su formación secundaria en el Ethical Culture Fieldston School en 1955.
Obtuvo la licenciatura en la Universidad Brandeis (1959) y el título de doctora en la Universidad de Wisconsin–Madison (1964). Su tesis doctoral, sobre la obra de William Blake, llegó a ser su primer libro, Vision and Verse in William Blake (1965); más tarde editó una versión anotada de los poemas completos de Blake para Penguin Press.
Alicia está casada con el astrónomo Jeremiah Ostriker, quién enseñó en la Universidad de Princeton entre 1971 y 2001. Asentada en Nueva York, actualmente enseña poesía en el Drew University´s Low-Residency MFA Program.

## Carrera y trabajo
Empezó su carrera docente en la Universidad Rutgers en 1965 y ha trabajado allí como profesora de inglés desde 1972. En 1969 Holt, Rinehart y Winston publicó su primera colección de poemas, Songs.
Su cuarto libro de poemas, The Mother-Child Papers (1980), un clásico feminista, fue inspirado por el nacimiento de su hijo durante la Guerra de Vietnam y semanas después del tiroteo en la Universidad de Kent; en todo momento yuxtapone maternidad con guerra.
Los libros de no ficción de Ostriker exploran muchos de los temas presentes en sus versos. Incluyen Writing Like A Woman (1983), que explora los poemas de Sylvia Plath, Anne Sexton, H.D., May Swenson y Adrienne Rich, y The Nakedness of the Fathers: Biblical Visions and Revisions (1994), el cual se acerca a la Torá. Escribió la introducción al Imperio de los sueños /Empire of Dreams, obra posmoderna de Giannina Braschi, una poeta puertorriqueña (Universidad de Yale, 1994).
Su sexta colección de poemas, The Imaginary Lover (1986), ganó el Premio William Carlos Williams de la Sociedad Poética de América. The Crack in Everything (1996) fue finalista del Premio Nacional del Libro, y ganó el Premio de Poesía Paterson y el Premio del Centro de Poesía Estatal de San Francisco. The Little Space: Poems Selected and New, 1968–1998 fue también finalista en 1998 del Premio Nacional del Libro.
La obra de no ficción más reciente de Ostriker es For the Love of God (2007), un trabajo que continúa su exploración de los textos bíblicos empezada con Feminist Revision and the Bible (1993) y The Nakedness of the Fathers: Biblical Visions and Revisions (1994). Dancing at the Devil´s Party (2000) examina la producción poética desde William Blake y Walt Whitman a Maxine Kumin. En la obra discrepa de la aserción de W. H. Auden acerca de que la poesía hace que no suceda nada. La poesía, escribe Ostriker, "puede desgarrar el corazón con sus garras, hace que las redes neuronales tiemblen, nos inunda con esperanza, desesperación, anhelo, éxtasis, amor, rabia, terror[.]”.
Los poemas de Ostriker han aparecido en una amplia variedad de publicaciones, incluyendo The New Yorker, The Nation, Poetry, American Poetry Review, Paris Review, The Atlantic, Yale Review, Kenyon Review, Iowa Review, Shenandoah Review, Antaeus, Colorado Review, Denver Quarterly, Boulevard, Poetry East, New England Review, Santa Monica Review, Triquarterly Review, Seneca Review, Ms, Ontario Review, Bridges, Tikkun, Prairie Schooner, Gettysburg Review, Lyric, Fence, Ploughshares.
Sus poemas han sido traducidos al italiano, francés, alemán, español, chino, japonés, hebreo y árabe. Stealing the Language ha sido traducido al japonés y publicado en Japón.

## Honores, reconocimientos y premios
- Beca de la Asociación Americana de Mujeres Universitarias (1964-5).
- Beca del Consejo de Investigación de la Universidad Rutgers (1966).
- Beca de la Fundación Americana para el Progreso de las Humanidades (1967).
- Socia de la Colonia MacDowell (1974, 1976, 1985, 1997, 2000).
- Beca de poesía de la Fundación Nacional para las Artes (1976-77).
- Beca de la Breadloaf Writers' Conference (1977).
- Premio de Poesía del Consejo Artístico de Nueva Jersey (1977).
- A Dream of Springtime seleccionado como uno de los mejores pequeños títulos de prensa (1979).
- Beca de investigación en Humanidades de la Fundación Rockefeller (1982).
- Beca de poesía de la Fundación Guggenheim (1984-85).
- Premio Strousse de Poesía (1986).
- Premio William Carlos Williams de la Sociedad Poética de América por The Imaginary Lover (1986).
- Premio a la Excelencia en la investigación de la Universidad Rutgers (1987).
- Residente en la Fundación Djerassi (1987).
- Premio de Poesía del Consejo Artístico de Nueva (1992).
- Premio Edward Stanley (1994).
- Premio Anna David Rosenberg por The Eighth and Thirteenth (1994).
- Premio de la Facultad de Artes y Ciencias de la Universidad Rutgers (1995).
- Socia del Rutgers Center for Historical Analysis (1995-97).
- The Crack in Everything, finalista del Premio Nacional del Libro (1996).
- Poema en Best American Poetry (1996).
- Poema en Yearbook of American Poetry (1996).
- Premio Paterson de Poesía por The Crack in Everything (1997).
- Premio del Centro Estatal de Poesía de San Francisco por The Crack in Everything (1998).
- Premio de los Lectores (1998).
- The Little Space, finalista para el Premio Nacional del Libro (1998).
- The Little Space, finalista del Premio Lenore Marshall (1999).
- Residencia en Villa Serbelloni, Italia (1999).
- Poema en Pushcart Prize Anthology (1999).
- Premio del Instituto de la Mujer de San Diego (2000).
- Beca como visitante en Clare Hall, Cambridge (2001).
- Premio Larry Levis (2002).
- Milk en Best American Essays (2003).
- Socia de la Fundación Geraldine R. Dodge (2003).
- Premio de Poesía Anderbo (2007).
- For the Love of God en Outstanding Academic Title (2008).
- Premio Nacional del Libro Judío por The Book of Seventy (2010).
- Premio Virginia Faulkner (2010).
- Premio Paterson por The Book of Seventy (2010).
- Nombrada entre las “10 mayores poetisas judías” del momento (2011).

## Obra

### Poesía

#### Colecciones
- Songs : a book of poems. Nueva York: Holt Rinehart and Winston, 1969. ISBN 9780030810190
- Once More Out of Darkness and Other Poems. Berkeley: Berkeley Poets' Press, 1974. ISBN 9780917658006
- A Dream of Springtime: Poems 1970–1978. Nueva York: Smith/Horizon Press, 1979. ISBN 9780912292533
- The Mother/Child Papers. Los Ángeles: Momentum Press, 1980. Rpt. Beacon Press, 1986, Pittsburgh, 2008. ISBN 9780822960331
- A Woman Under the Surface. Princeton: Princeton University Press, 1982. ISBN 9780691013909
- The Imaginary Lover. Pittsburgh: University of Pittsburgh Press, 1986. ISBN 9780822935438
- Green Age. Pittsburgh: University of Pittsburgh Press, 1989. ISBN 9780822936244
- The Crack in Everything. Pittsburgh: University of Pittsburgh Press, 1996. ISBN 9780822939368
- The Little Space: Poems Selected and New, 1968–1998. Universidad de Pittsburgh, 1998. ISBN 9780822956808
- The Volcano Sequence. Pittsburgh: University of Pittsburgh Press, 2002. ISBN 9780822957843
- No Heaven. Pittsburgh: University of Pittsburgh Press, 2005. ISBN 9780822958758
- The Book of Seventy. Pittsburgh: University of Pittsburgh Press, 2009, ISBN 9780822960515
- At the Revelation Restaurant and Other Poems, Marick Press, 2010, ISBN 9781934851067

#### Poemas
- April. Poetry, febrero de 2011.

### Libros críticos y eruditos
- Vision and Verse in William Blake. Madison: University of Wisconsin Press, 1965, OCLC 63827480
- William Blake: the Complete Poems. Nueva York: Penguin Books, 1977. Editado con notas, pp. 870–1075. ISBN 9780140422153
- Writing Like a Woman. Ann Arbor: University of Michigan Press Poets on Poetry series, 1983. ISBN 9780472063475
- Stealing the Language: The Emergence of Women's Poetry in America. Boston: Beacon 1986, ISBN 9780807063033
- Feminist Revision and the Bible: the Bucknell Lectures on Literary Theory. London and Cambridge, Mass.: Blackwell 1993. ISBN 9780631187981
- El imperio de los sueños, Empire of Dreams (poesía de Giannina Braschi); introducción del libro, Alicia Ostriker, Yale University Press, 1994.
- The Nakedness of the Fathers: Biblical Visions and Revisions. Rutgers University Press, 1997. ISBN 9780813524474
- Dancing at the Devil’s Party: Essays on Poetry, Politics and the Erotic. Ann Arbor: University of Michigan Press Poets on Poetry series 2000.
- For the Love of God: the Bible as an Open Book. New Brunswick, NJ: Rutgers University Press, 2007. ISBN 9780813548722